# باول ك. جويس
باول ك. جويس (بالإنجليزية: Paul K. Joyce)‏ هو منتج أسطوانات وكاتب أغاني بريطاني، ولد في يوليو 1957.

## وصلات خارجية
- باول ك. جويس على موقع IMDb (الإنجليزية)
- باول ك. جويس على موقع ميوزك برينز (الإنجليزية)
- باول ك. جويس على موقع أول ميوزيك (الإنجليزية)
- باول ك. جويس على موقع ديسكوغز (الإنجليزية)